# Viévigne
Viévigne est une commune française située dans le département de la Côte-d'Or en région Bourgogne-Franche-Comté.

## Géographie

### Climat
Pour des articles plus généraux, voir Climat de la Bourgogne-Franche-Comté et Climat de la Côte-d'Or.
En 2010, le climat de la commune est de type climat des marges montargnardes, selon une étude du Centre national de la recherche scientifique s'appuyant sur une série de données couvrant la période 1971-2000. En 2020, Météo-France publie une typologie des climats de la France métropolitaine dans laquelle la commune est exposée à un climat océanique altéré et est dans la région climatique  Bourgogne, vallée de la Saône, caractérisée par un bon ensoleillement (1 900 h/an), un été chaud (18,5 °C), un air sec au printemps et en été et des vents faibles. 
Pour la période 1971-2000, la température annuelle moyenne est de 10,4 °C, avec une amplitude thermique annuelle de 17,5 °C. Le cumul annuel moyen de précipitations est de 821 mm, avec 11,6 jours de précipitations en janvier et 8,1 jours en juillet. Pour la période 1991-2020, la température moyenne annuelle observée sur la station météorologique de Météo-France la plus proche, « Poyans », sur la commune de Poyans à 18 km à vol d'oiseau, est de 11,1 °C et le cumul annuel moyen de précipitations est de 911,8 mm,. Pour l'avenir, les paramètres climatiques de la commune estimés pour 2050 selon différents scénarios d'émission de gaz à effet de serre sont consultables sur un site dédié publié par Météo-France en novembre 2022.

## Urbanisme

### Typologie
Au 1er janvier 2024, Viévigne est catégorisée commune rurale à habitat dispersé, selon la nouvelle grille communale de densité à 7 niveaux définie par l'Insee en 2022.
Elle est située hors unité urbaine. Par ailleurs la commune fait partie de l'aire d'attraction de Dijon, dont elle est une commune de la couronne,. Cette aire, qui regroupe 333 communes, est catégorisée dans les aires de 200 000 à moins de 700 000 habitants,.

### Occupation des sols
L'occupation des sols de la commune, telle qu'elle ressort de la base de données européenne d’occupation biophysique des sols Corine Land Cover (CLC), est marquée par l'importance des territoires agricoles (81,8 % en 2018), une proportion identique à celle de 1990 (81,8 %). La répartition détaillée en 2018 est la suivante : 
terres arables (72,6 %), forêts (18,2 %), prairies (7,2 %), zones agricoles hétérogènes (2,1 %). L'évolution de l’occupation des sols de la commune et de ses infrastructures peut être observée sur les différentes représentations cartographiques du territoire : la carte de Cassini (XVIIIe siècle), la carte d'état-major (1820-1866) et les cartes ou photos aériennes de l'IGN pour la période actuelle (1950 à aujourd'hui).

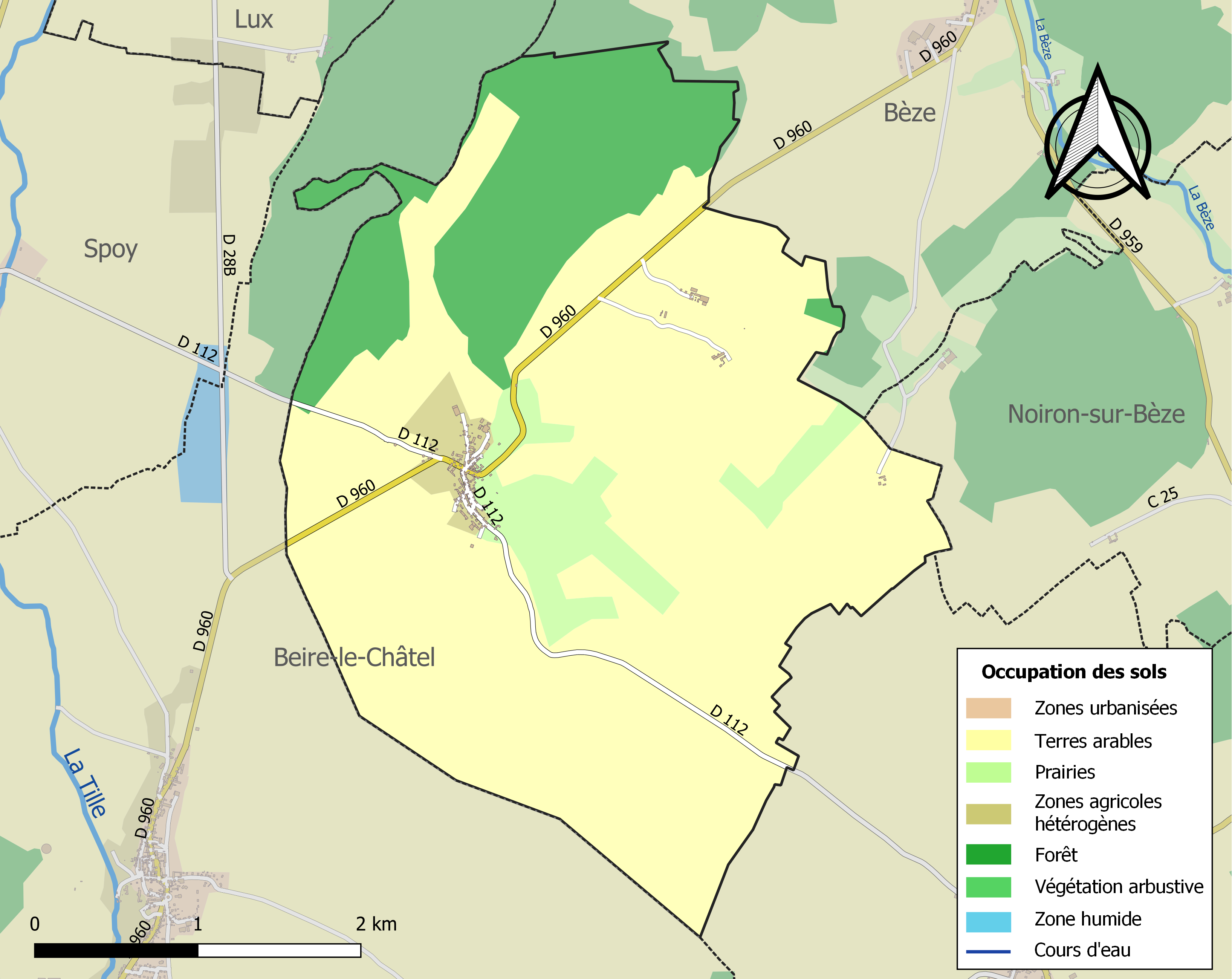
Carte des infrastructures et de l'occupation des sols de la commune en 2018 (CLC).

## Politique et administration
| Période                                  | Période   | Identité             | Étiquette | Qualité  |
| ---------------------------------------- | --------- | -------------------- | --------- | -------- |
| mars 2001                                | mars 2008 | M. Claude Lignier    | aucun     | retraité |
| mars 2008                                | en cours  | Mme Anne-Marie Salas | aucun     |          |
| Les données manquantes sont à compléter. |           |                      |           |          |

## Démographie
L'évolution du nombre d'habitants est connue à travers les recensements de la population effectués dans la commune depuis 1793. Pour les communes de moins de 10 000 habitants, une enquête de recensement portant sur toute la population est réalisée tous les cinq ans, les populations de référence des années intermédiaires étant quant à elles estimées par interpolation ou extrapolation. Pour la commune, le premier recensement exhaustif entrant dans le cadre du nouveau dispositif a été réalisé en 2007.

En 2022, la commune comptait 252 habitants, en évolution de +2,44 % par rapport à 2016 (Côte-d'Or : +0,82 %, France hors Mayotte : +2,11 %).
| 1793 | 1800 | 1806 | 1821 | 1836 | 1841 | 1846 | 1851 | 1856 |
| ---- | ---- | ---- | ---- | ---- | ---- | ---- | ---- | ---- |
| 285  | 326  | 362  | 323  | 364  | 360  | 380  | 379  | 355  |

| 1861 | 1866 | 1872 | 1876 | 1881 | 1886 | 1891 | 1896 | 1901 |
| ---- | ---- | ---- | ---- | ---- | ---- | ---- | ---- | ---- |
| 357  | 325  | 340  | 329  | 312  | 316  | 311  | 301  | 279  |

| 1906 | 1911 | 1921 | 1926 | 1931 | 1936 | 1946 | 1954 | 1962 |
| ---- | ---- | ---- | ---- | ---- | ---- | ---- | ---- | ---- |
| 271  | 247  | 220  | 214  | 210  | 198  | 205  | 204  | 184  |

| 1968 | 1975 | 1982 | 1990 | 1999 | 2006 | 2007 | 2012 | 2017 |
| ---- | ---- | ---- | ---- | ---- | ---- | ---- | ---- | ---- |
| 159  | 164  | 139  | 171  | 202  | 211  | 212  | 215  | 259  |

| 2022 | - | - | - | - | - | - | - | - |
| ---- | - | - | - | - | - | - | - | - |
| 252  | - | - | - | - | - | - | - | - |

## Culture locale et patrimoine

### Lieux et monuments
Le cimetière comporte un carré militaire, signalé par une plaque commémorative à cocarde tricolore du Souvenir français pour les soldats morts pour la France durant les deux guerres mondiales.

### Personnalités liées à la commune
- La famille Petit de Viévigne est connue par titres depuis le XIVe siècle, elle avait été maintenue le 18 mars 1669 et portait d'azur, au lion d'or, lampassé de gueules.
- Henri Reymond (1737-1820), évêque de Dijon, possédait une maison à Viévigne.
- Jacques Petit de Viévigne, alias Taupin, conseiller honoraire au Conseil supérieur de la Martinique en 1786, sénéchal et juge de l'amirauté de Saint-Pierre de la Martinique, a participé à l'élaboration du Code de la Martinique (1767), qui selon Dampierre est « un ouvrage conçu et rédigé suivant un plan méthodique, de manière à servir à l'administrateur et au juge ».
- Henri Garnier, ecclésiastique français, missionnaire en Chine, est né à Viévigne le 23 janvier 1883 et décédé à Porrentruy, en Suisse le 5 septembre 1965. Sa plume était bien trempée et son œuvre apporte un éclairage lucide sur la Chine du premier quart du XXe siècle.
- Danielle Thiéry, née à Viévigne le 15 octobre 1947, écrivain français, Prix du Quai des Orfèvres en 2013 et première femme de l’histoire de la police française à accéder au grade de commissaire divisionnaire.

### Héraldique
| Blason de Viévigne | Blason  | D'or au chevron renversé de sinople accompagné en chef d'une grappe de raisin de pourpre feuillée et pamprée au naturel, au chef bandé d'or et d'azur et à la bordure de gueules. |
| Blason de Viévigne | Détails | Création Jean-François Binon, utilisée par la commune. |